# Le Robot qui rêvait
Ne doit pas être confondu avec Les androïdes rêvent-ils de moutons électriques ?.
Le Robot qui rêvait (titre original : Robot Dreams) est un recueil de nouvelles de science-fiction d'Isaac Asimov paru en 1986 et publié pour la première fois en France en 1988.
Trois nouvelles du recueil français appartiennent au cycle des robots (le robot qui rêvait, Sally et Artiste de lumière). Une quatrième nouvelle dans le recueil original, "Little Lost Robot", est à retrouver dans le recueil français "Nous les robots" sous le titre "Le petit robot perdu".
Dans sa version originale, le recueil est illustré par Ralph McQuarrie (Cocoon, Star Wars) dont la couverture originale a inspiré la nouvelle centrale.

## Nouvelles
- Le Robot qui rêvait ((en) Robot Dreams, 1986)
- Gestation ((en) Breeds There a Man...?, 1951)
- Les Hôtes ((en) Hostess, 1951)
- Sally ((en) Sally, 1953)
- Le Briseur de grève ((en) Strikebreaker, 1957)
- La Machine qui gagna la guerre ((en) The Machine that Won the War, 1961)
- Les yeux ne servent pas qu'à voir ((en) Eyes Do More Than See, 1965)
- Le Votant ((en) Franchise, 1955)
- Le Plaisantin ((en) Jokester, 1956)
- La Dernière Question ((en) The Last Question, 1956)
- Est-ce qu'une abeille se soucie...? ((en) Does a Bee Care?, 1957)
- Artiste de lumière ((en) Light Verse, 1973)
- La Sensation du pouvoir ((en) The Feeling of Power, 1958)
- Mon nom s'écrit avec un S ((en) Spell my Name with an S, 1958)
- Le Petit Garçon très laid ((en) The Ugly Little Boy, 1958)
- La Boule de billard ((en) The Billiard Ball, 1966)
- L'Amour vrai ((en) True Love, 1977)
- La Dernière Réponse ((en) The Last Answer, 1979)
- De peur de nous souvenir ((en) Lest We Remember, 1982)

Il est à noter que ce recueil diffère un peu du recueil original. En effet, les deux nouvelles suivantes n'ont pas été reprises :
- Le Petit Robot perdu ((en) Little Lost Robot, 1947)
- La Voie martienne ((en) The Martian Way, 1952)